# Młyn wodny w Nowej Wsi Ełckiej
Młyn wodny w Nowej Wsi Ełckiej – zabytkowy młyn wodny w Nowej Wsi Ełckiej na Mazurach. 
Obiekt został wybudowany w 1925 roku. Od 1993 jest wpisany do rejestru zabytków.